# Хрисафије
Хризафије или Хрисафије (грч. Χρυσάφιος, ? - 450/451) је био евнух на двору источноримског цара Теодосија II, познат по томе што је постао најмоћнији дворјанин пред крај Теодосијеве владавине и водио помирљиву политику према Хунима и њиховом вођи Атили.
Византијски историчари наводе да је каријеру започео као слуга на двору, те да је постепено напредовао у служби, стекавши наклоност цара делом и својом физичком лепотом, али и препреденошћу. Већ 441. је учествовао у обарању Кира од Панополиса, градског префекта чију је популарност међу народом сматрао за препреку својим амбицијама. Кир је оптужен да је паган, због чега је, како би отклонио оптужбе, пристао да се замонаши, а потом је на Хризафијев наговор именован за епископа Котиеја у Фригији, чији су грађани стекли репутацију због линчовања четворице његових претходника. Кир је ипак преживео и вратио се у Константинопољ 451. године после Хризафијине смрти.
Године 443. је Хризафије постао Praepositus sacri cubiculi, односно царски коморник, а de facto премијер Источног римског царства. Одатле је почео сплеткарити против цареве сестре Пулхерије коју је успео протерати из двора, и тако на тренутак ојачати утицај цареве супруге Елије Еудокије. Међутим, већ 444. се окренуо против царице, сугериравши како је преварила мужа са његовим најбољем пријатељем Паулином. Због тога ју је цар протерао, и Хризафије се тако лишио својих главних супарника, поставши најмоћнији човек на двору.
Хризафијев успон на власт је коинцидирао са провалом Хуна на источноримске територије на Балкану, тако и ескалацијом теолошких несугласица унутар Цркве у Царству. Хризафије је према Хунима водио попустљиву политику, пристајући на сваки, па и на најтеже остварив захтев њиховог краља Атиле - тако је Хунима препуштена сва дотадашња римска територија на пет дана јахања јужно од Дунава, а након доласка Хуна пред зидине Константинопоља 447. исплаћен данак у количинама које су испразниле царску благајну и довеле до тешких порезних оптерећења за поданике Царства.
Исте године је Хризафије покушао свој световни утицај употпунити утицајем на Цркву, и то тако што је своје кумче Еутиха покушао поставити за архиепископа Константинопоља. Покушај није успео, и новим архиепископом је проглашен Флавијан, који је одмах постао Хризафијев смртни непријатељ. Како би сузбио његов утицај, Хризафије је уредио да на место утицајног патријарха Александрије буде постављен Диоскор од Александрије. Потом је организовао тзв. Други ефешки сабор на коме је 449. године Флавијан свргнут, делом захваљујући томе што су епископе надгледали наоружани војници; тај је догађај, међутим, изазвао огорчење, односно раскол у Цркви, а папа Лав I га је одбио признати, прогласивши га „разбојничким сабором“. Ти ће догађаји касније довести до Халкедонског сабора и првог великог раскола у историји хришћанске Цркве.
Хризафије је, пак, исте године покушао трајно решити хунски проблем тако што је Едекона, скирског поглавицу и Атилиног телохранитеља, покушао поткупити да мучки убије свог господара. Едекон је, међутим, остао веран Атили и о завери обавестио Атилу који је запретио новим ратом уколико му се не пошаље Хризафијева глава. Хризафије је, међутим, успео испословати свој останак на животу уз још баснословнији данак, односно новац за који историчари наводе да би био боље потрошен у рату против Атиле.
Хуни су се убрзо након тога окренули пљачки Западног царства и тако привремено Исток и Хризафија оставили на миру. Међутим, године 450. је Теодосије II умро и Хризафије је одједном остао без заштитника. Нови цар Маркијан, ожењен за Пулхерију, је био непријатељски настројен према некад свемоћном евнуху. Убрзо након тога је Хризафије умро насилном смрћу - према једној верзији је погубљен од стране генерала Јордана, а према другој су га на улици каменовали грађани бесни због пореза које су морали плаћати због његовог данка за Атилу.